# Bazylika św. Józefa i klasztor karmelitów bosych w Poznaniu

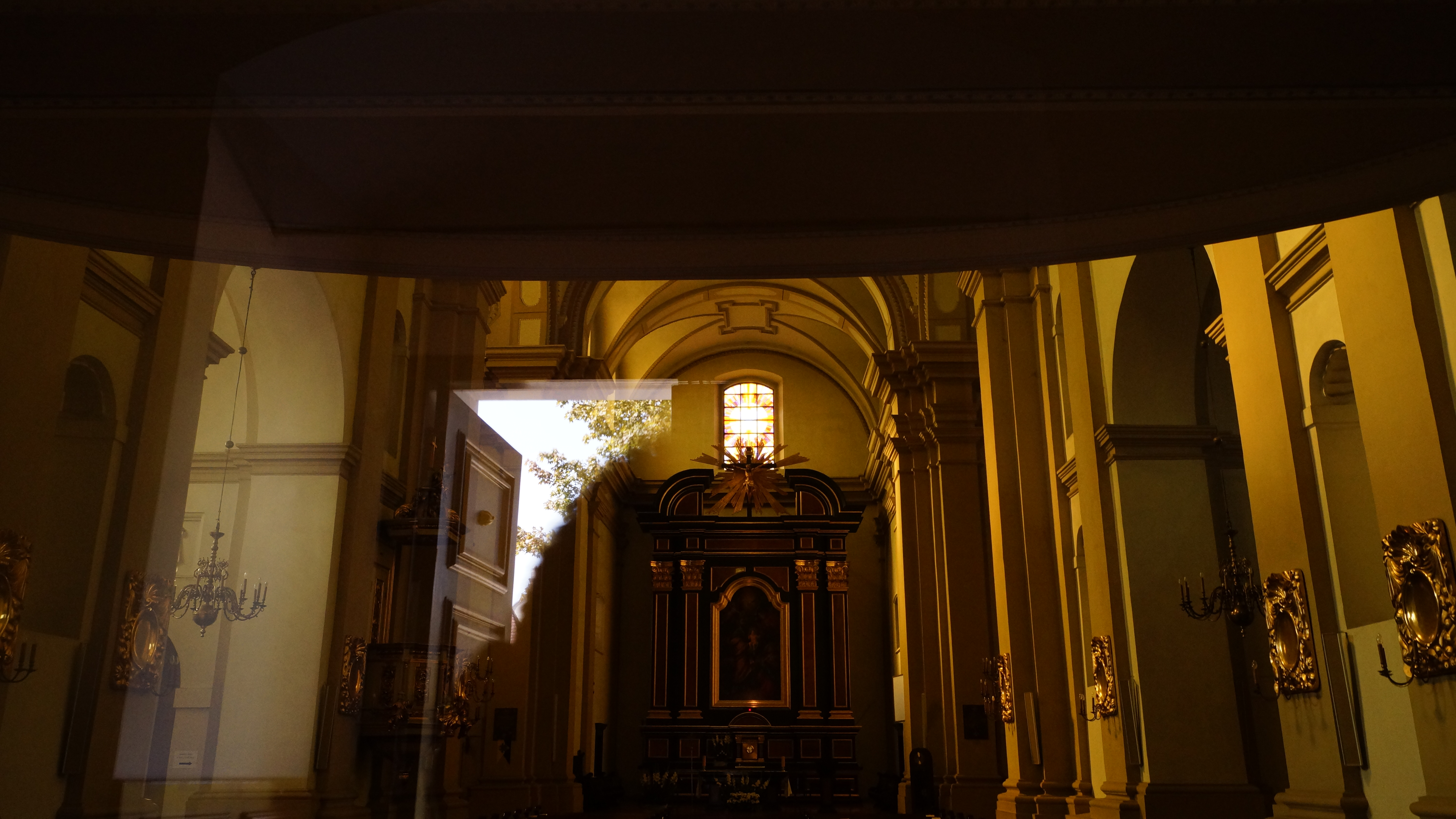
Wnętrze z ołtarzem głównym

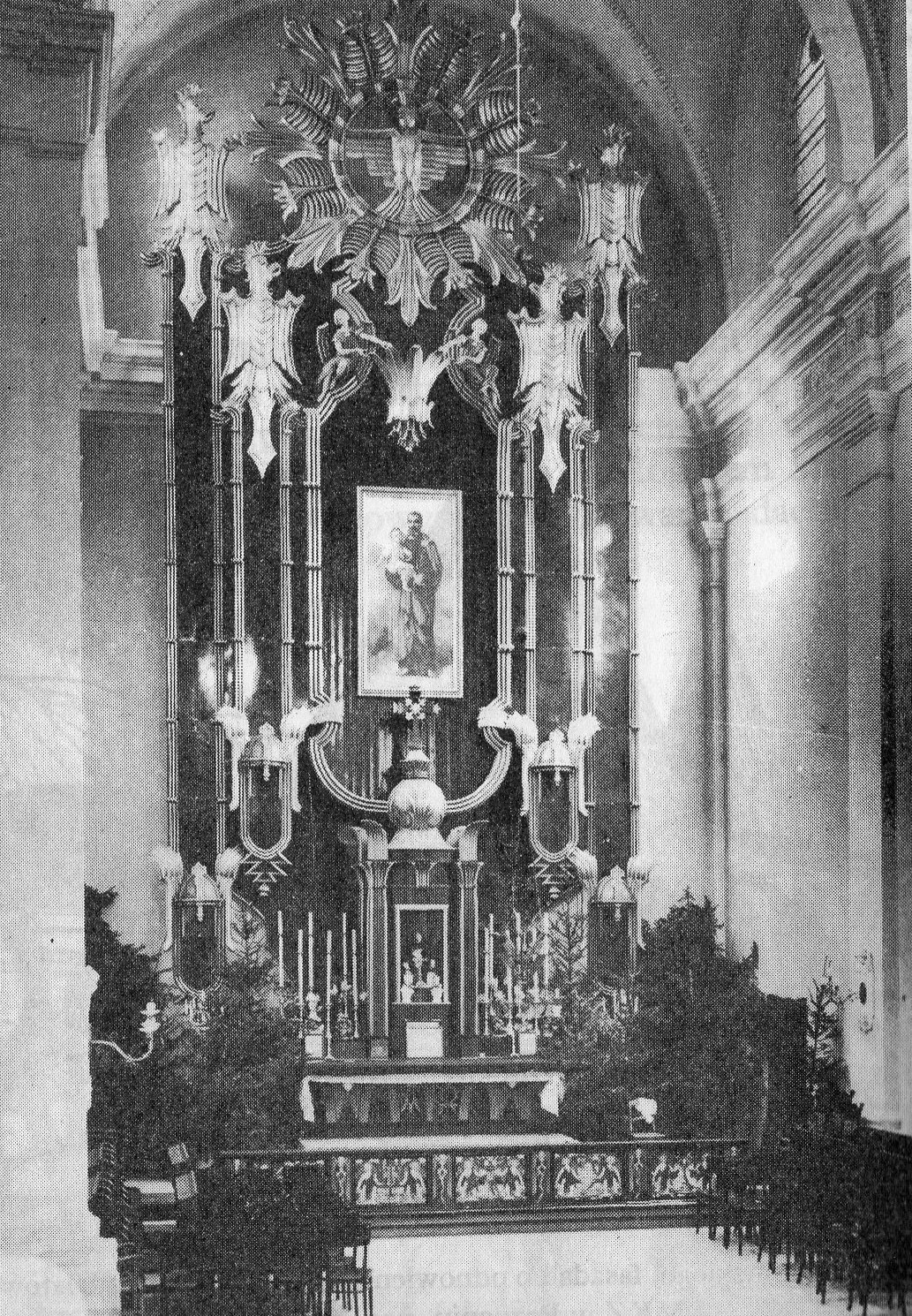
Ołtarz główny w okresie międzywojennym (nieistniejący)

Bazylika św. Józefa i klasztor karmelitów bosych w Poznaniu – barokowa świątynia znajdująca się w Poznaniu, w dzielnicy św. Wojciech, na Wzgórzu św. Wojciecha, naprzeciwko kościoła św. Wojciecha. Jest to pierwszy kościół w Polsce poświęcony św. Józefowi i diecezjalne sanktuarium św. Józefa, Oblubieńca Najświętszej Maryi Panny, jak również wielki ośrodek kultu tego świętego w archidiecezji poznańskiej. W 2017 papież Franciszek podniósł ten kościół do tytułu i godności bazyliki mniejszej. Od 2017 wielkopostny kościół stacyjny.

## Historia
W 1553 roku w tym miejscu stanął zbór i szkoła braci czeskich. Zbór był kilkakrotnie niszczony, aż ostatecznie został spalony przez uczniów kolegium jezuickiego podczas zamieszek religijnych w 1616 roku. Następnie, w 1618, ziemia trafiła w ręce zakonu karmelitów bosych, którzy przenieśli się tu po spaleniu przez Brandenburczyków ich dotychczasowej siedziby znajdującej się za Bramą Wroniecką. W okresie przejściowym schronienia udzielili im karmelici trzewiczkowi z klasztoru przy kościele Bożego Ciała. Protestanci zaś nowy kościół Świętego Krzyża mogli wznieść dopiero w roku 1786.
W miejscu drewnianej kaplicy, w latach 1658–1687, zbudowano dzisiejszy kościół. Autorem projektu i kierownikiem budowy był Krzysztof Bonadura starszy, a po jego śmierci pracę przejął jego syn, Krzysztof Bonadura młodszy oraz Jerzy Catenazzi. Przyjmuje się, że poznańska świątynia miała architektonicznie nawiązywać do rzymskich wzorców, mianowicie karmelitańskich kościołów Santa Maria della Scala oraz Santa Maria della Vittoria. W 1801 roku, pomimo czynnego oporu wiernych, którzy przez osiem dni okupowali świątynię, władze pruskie usunęły zakonników, a kościół zmieniono najpierw na szpital wojskowy, następnie na koszary, a w końcu na magazyn słomy i siana. W 1804 kościół przekazano luteranom. W lutym 1813 wojska rosyjskie przeznaczyły obiekt na lazaret dla żołnierzy napoleońskich, przeniesionych tu z seminarium na Ostrowie Tumskim, gdzie z kolei położono poszkodowanych Rosjan. Moskale doszczętnie obrabowali rannych i chorych Francuzów także z odzieży. Z powodu silnych mrozów śmiertelność w lazarecie była bardzo wysoka. Od 1830 pełnił rolę kościoła ewangelicko-augsburskiego garnizonowego. Protestanci w 1831 zamurowali w fasadzie nisze przeznaczone dla figur świętych, dodali sygnaturkę, usunęli ołtarze a dodali empory. Po I wojnie światowej kościół przejęli ponownie katolicy. Przeprowadzono wtedy remont pod kierunkiem Mariana Andrzejewskiego i pod nadzorem Witolda Dalbora, m.in. rozebrano empory. W latach 1934–1939 świątynia ponownie przejęła na siebie funkcję kościoła garnizonowego.
W 1945 świątynia została ponownie przejęta przez karmelitów bosych, którzy w 1950 ukończyli odbudowę zniszczonej podczas walk o Cytadelę świątynię przywracając jej barokowy wygląd. Odbudowa trwała przez ponad 20 lat. W latach 1952–1993 klasztor był siedzibą Kolegium Filozoficznego dawnej Prowincji Polskiej. Od roku 1984 trwały tu prace nad całkowitą renowacją kościoła, którego poświęcenie odbyło się 19 marca 1990 r. Dnia 15 października 1990 r. przy klasztorze rozpoczął działalność Instytut Duchowości Carmelitanum. Od września 1993 roku w klasztorze poznańskim mieści się Wyższe Seminarium Duchowne Prowincji Warszawskiej. Od kwietnia 2006 r. kościół został podświetlony. Przy klasztorze ma także obecnie siedzibę Wydawnictwo Warszawskiej Prowincji Karmelitów Bosych Flos Carmeli. W 2017 decyzją papieża Franciszka kościół podniesiony został do tytułu i godności bazyliki mniejszej – uroczystości ogłoszenia tego faktu przewodniczył biskup Stanisław Gądecki.

## Sanktuarium diecezjalne
Zgodnie z kan. 1230 Kodeksu Prawa Kanonicznego ks. arcybiskup metropolita Stanisław Gądecki dekretem z dnia 21 września 2009 r. ustanowił kościół Karmelitów Bosych w Poznaniu Sanktuarium Diecezjalnym św. Józefa, Oblubieńca Najświętszej Maryi Panny.
Sanktuarium diecezjalne św. Józefa Oblubieńca NMP ściśle związane jest z historią powstania klasztoru Karmelitów Bosych w mieście Poznaniu w roku 1618. Z dotychczasowych badań wynika, że kościół św. Józefa w Poznaniu jest pierwszym pod tym wezwaniem w Polsce. Jego uroczyste poświęcenie i dedykacja miała miejsce 21 czerwca 1621 roku.
Oprócz racji historycznych należy zwrócić uwagę na szczególny rozwój kultu św. Józefa. Źródła historyczne mówią o powstaniu dnia 11 sierpnia 1666 roku bractwa św. Józefa, którego celem było rozszerzanie kultu Świętego poprzez własne nabożeństwa, ćwiczenia duchowne, a w szczególności naśladowanie jego cnót i dzieła miłości. Z tych czasów też pochodzi zwyczaj kultywowany do dziś w kościele, by w każdą środę, jeżeli pozwalają na to przepisy liturgiczne, sprawować wotywę ku czci św. Józefa. Spisywana od XVII wieku kronika konwentu przytacza liczne przypadki łask otrzymywanych za pośrednictwem tego świętego.
Szczególną czcią otaczany jest obraz św. Józefa znajdujący się w ołtarzu głównym, namalowany przez Jerzego Kumalę z Krakowa i umieszczony w tym miejscu w 1989 roku. Jest on kopią dzieła flamandzkiego artysty br. Łukasza od św. Karola OCD (obecnie znajduje się w kościele Niepokalanego Poczęcia NMP w Krakowie). 23 marca 2014 obraz został ukoronowany złotymi koronami przez abpa Stanisława Gądeckiego. Uroczystość była transmitowana przez Telewizję Polonia oraz pokazywana na telebimach. Tłum wiernych sięgał placu przed kościołem św. Wojciecha.
Do sanktuarium licznie przybywają czciciele św. Józefa, aby jemu powierzyć swoje prośby i podziękowania za otrzymane łaski. Sanktuarium ma stać się ośrodkiem umocnienia wiary, wzrastania w łasce dla licznych wiernych, aby wielbić Boga, dziękować za otrzymane łaski, pojednać się z Bogiem i Kościołem oraz przez pośrednictwo św. Józefa wyprosić łaski dla siebie i bliźnich.
Kościół św. św. Józefa jest dziesiątym sanktuarium w Poznaniu. Tytuł ten noszą sanktuaria Bożego Ciała (ul. Strzelecka 40), Miłosierdzia Bożego (os. Jana III Sobieskiego 116), Najświętszej Krwi Pana Jezusa (ul. Żydowska 34), Przemienienia Pańskiego (ul. Długa 1), Świętego Krzyża – katedra (ul. Ostrów Tumski), Matki Bożej Nieustającej Pomocy – fara (ul. Gołębia 1), Matki Bożej Różańcowej – kościół jezuitów (ul. Szewska 18), Matki Bożej w Cudy Wielmożnej Pani Poznania – kościół franciszkanów (ul. Franciszkańska 2) i bł. Sancji Szymkowiak (ul. św. Rocha 10).
Tym samym osoby, które nawiedzą Sanktuarium i pobożnie odmówią modlitwy Ojcze nasz i Credo, mogą uzyskać odpust zupełny pod zwykłymi warunkami: w uroczystość św. Józefa, raz w roku, w dniu wybranym przez wiernego, lub ilekroć uczestniczą w pielgrzymce, przy liczniejszym udziale wiernych. Sanktuarium św. Józefa jest także miejscem szczególnych łask otrzymywanych za pośrednictwem Świętego.

## Wygląd
Uwagę zwraca frontowa elewacja południowo-wschodnia. Gzymsy dzielą ją na trzy poziomy, natomiast podział pionowy wyznaczają pilastry. Między nimi znajdują się nisze, które niegdyś były wypełnione figurami świętych. Do naszych czasów zachowały się dwie – w najwyższej kondygnacji, przedstawiające św. Jana od Krzyża i św. Teresę od Jezusa, którzy odegrali kluczową rolę w przywróceniu Karmelowi jego pierwotnej surowości, zapoczątkowując w ten sposób gałąź bosą zakonu. Od zachodniej strony przylega trójskrzydłowy kompleks klasztorny z wirydarzem, odbudowany po zniszczeniach wojennych do 1953 roku.
Wnętrze bazylikowe, trójnawowe. Sklepienia kolebkowe z lunetami. Na przecięciu nawy głównej z transeptem płaska, niewidoczna z zewnątrz kopuła.
Ołtarz główny zaprojektowany został przez Józefa Dutkiewicza w latach osiemdziesiątych XX wieku. W jego centralnym miejscu umieszczono wspomniany wyżej obraz św. Józefa, patrona sanktuarium. Kaplica znajdująca się po prawej stronie głównego ołtarza nosi patrocinium Matki Bożej Ostrobramskiej. Do unikatowych elementów jej wyposażenia należy zaliczyć ołtarz, który zbudowano z elementów rozebranego kominka z dawnej rezydencji cesarskiej w Poznaniu.
Po lewej stronie prezbiterium z kolei mieści się kaplica Krzyża, w niej centralne miejsce zajmuje XVIII-wieczny krucyfiks.
Większość wyposażenia uległo zniszczeniu podczas burzliwej historii świątyni. W ramionach transeptu znajdują się dwa obrazy Tschautscha z roku 1878: „Adoracja Dzieciątka przez pasterzy” oraz „Upadek Jezusa pod krzyżem”, przywiezione po wojnie z Dolnego Śląska. W kruchcie zachował się nagrobek Wojciecha Konarzewskiego (zm. 1668), na którym zmarły wyobrażony jest jako rycerz w zbroi. W świątyni znajduje się również tablica przypominająca, że w tym kościele pochowany jest Mikołaj Skrzetuski – pierwowzór sienkiewiczowskiego bohatera Ogniem i mieczem, jego nagrobek nie zachował się do naszych czasów.
Przy świątyni znajduje się Cmentarz Zasłużonych Wielkopolan oraz pomnik stulecia Polskiego Towarzystwa Krajoznawczego.